# Михнево
Ми́хнево (болг. Михнево) — село в Благоєвградській області Болгарії. Входить до складу общини Петрич.

## Населення
За даними перепису населення 2011 року у селі проживали 1119 осіб, усі — болгари.
Розподіл населення за віком у 2011 році:
Динаміка населення: